# Hymenostegia talbotii
Hymenostegia talbotii es una especie de legumbre de la familia Fabaceae. Se encuentra en Nigeria. Está amenazada por pérdida de hábitat.